# Weselerwald
Weselerwald ist ein Ortsteil der Gemeinde Schermbeck im nordrhein-westfälischen Kreis Wesel.

## Geographische Lage

Lage von Weselerwald in Schermbeck

Weselerwald liegt zehn Kilometer nordwestlich vom Kernort Schermbeck an der Landesstraße 401 und der Kreisstraße 25. Begrenzt wird der Ortsteil im Westen und Norden von Brünen und Marienthal, im Osten von Dämmerwald und im Süden von Damm und dem Hünxer Ortsteil Drevenack. Das gesamte Ortsgebiet ist Teil des Naturparks Hohe Mark. Weselerwald ist ursprünglich kein Siedlungs-, sondern ein Waldname. Zum Ortsteil gehören die Orte Voshövel und die Arbeiterkolonie Lühlerheim in der Lühlerheide.

## Geschichte
Der Hof „Wisele“ (heute Weselerwald) wurde erstmals in einer Urkunde von 1122 genannt. Am Weselerwald waren in früherer Zeit die Kirchspiele Wesel, Hamminkeln und Drevenack beteiligt. Die sogenannte Holzgrafschaft besaßen die Grafen von Kleve. In den Jahren 1884 bis 1886 wurde die Arbeiterkolonie Lühlerheim von 19 Kolonisten unter der Leitung von Pastor Stursberg erbaut. Im Jahre 1912 wurde die vom Regierungsbaumeister Karl Neuhaus entworfene evangelische Kapelle Lühlerheim eingeweiht.
Im Weselerwald liegt mitten auf einer Wiese aus nordischem Granit der sagenumwobene sogenannte Teufelstein. Wie der tannenhohe Stein dort hingelangt ist, ist bisher ungeklärt. Vermutlich handelt es sich um ein Überbleibsel aus der Eiszeit. Bis Ende 1974 war Weselerwald eine selbständige Gemeinde im Amt Schermbeck, Kreis Rees. Am 1. Januar 1975 kommt es im Rahmen der Gebietsreform in Nordrhein-Westfalen zum Zusammenschluss der Gemeinden Schermbeck, Altschermbeck, Bricht, Damm, Dämmerwald, Gahlen, Overbeck und Weselerwald zur Gemeinde Schermbeck.

### Bevölkerungsentwicklung
- 1910: 641[3]
- 1931: 529[4]
- 1961: 566[2]
- 1970: 619[2]
- 1974: 813[5]
- 2005: 575

## Bildung und Sport
In Weselerwald gibt es keine Schule. Der Ortsteil ist Mitglied des Schulverbandes Brünen-Weselerwald-Dämmerwald. Die Schulen befinden sich in Brünen. Im Ortsgebiet gibt es einen Golfclub und einen Schützenverein. Die Golfanlage umfasst einen 18-Loch-Turnierplatz und einen 9-Loch-Kurzplatz.

## Naturdenkmäler
- Kopfeiche beim Golfclub mit einem Brusthöhenumfang von 5,87 m (2011).[7]